# .yu
‎.yu‏ دامنه اینترنتی کشور یوگسلاوی بود. پس از فروپاشی یوگسلاوی این دامنه به کشور صربستان و مونته‌نگرو داده شد. پس از تقسیم دوباره این جمهوری به دو بخش صربستان و مونته‌نگرو، ISO برای صربستان .rs و برای مونته‌نگرو دامنه .me را رزرو داد.